# Musikåret 1949

## Händelser

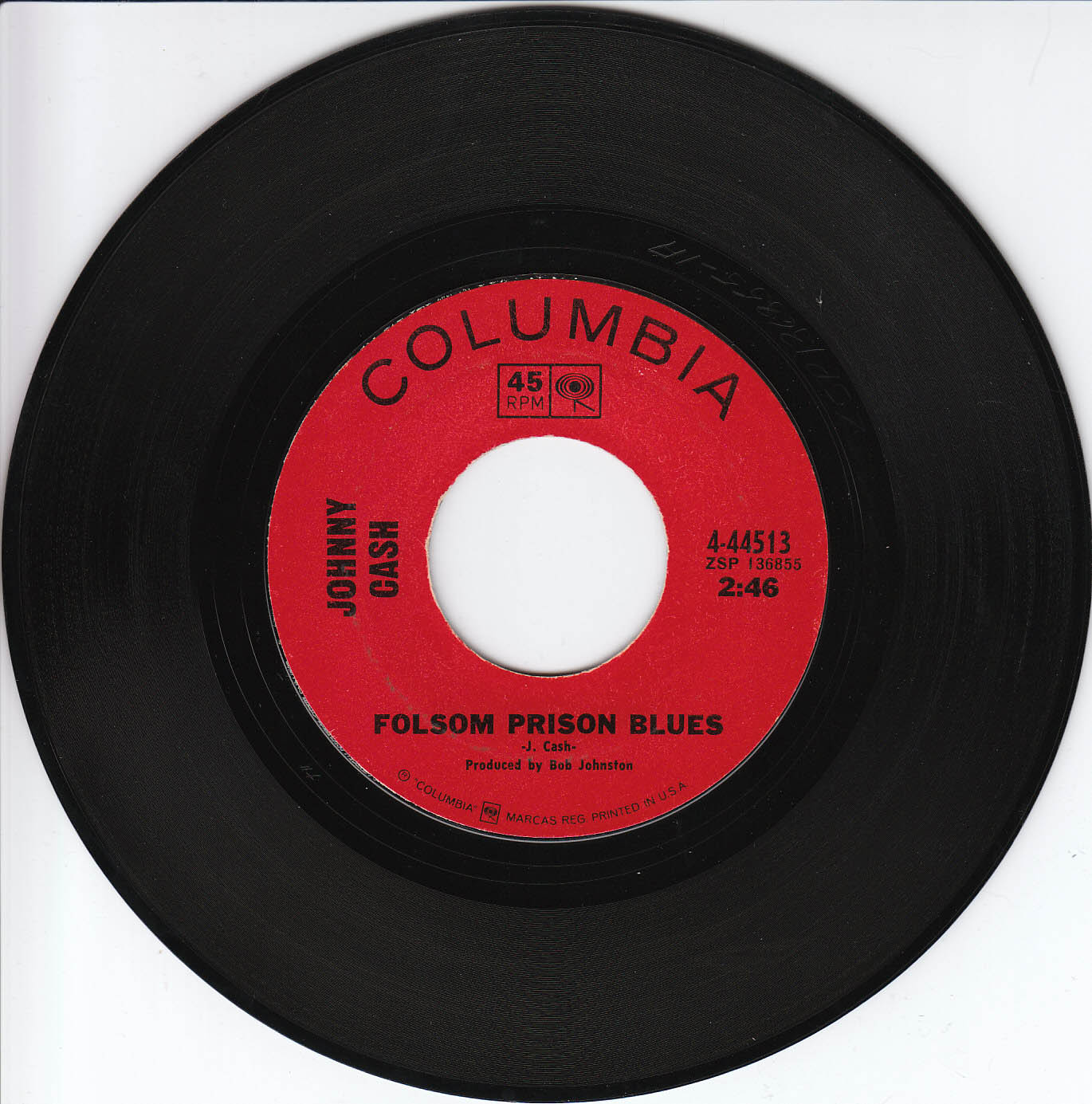
45-varvssingelskiva.

- Februari – RCA introducerar 45-varvssingelskivan.
- Augusti – Anders Burman startar skivbolaget Metronome tillsammans med sin bror.[1][2]

### Okänt datum
- Leo Fender slutför sin elgitarrsmodell[3]
- Svenska skivmärket ER grundas.[4]
- Svenska skivbolaget Gazell grundas.[5]

## Priser och utmärkelser
- Medaljen för tonkonstens främjande – Valdemar Dahlgren och Sigurd Rydberg

## Årets singlar & hitlåtar
Vänligen sortera soloartister på efternamn, musikgrupper på förstabokstaven (utan engelskans "The" och "A")
- Bertil Boo – Hjärtats saga
- Katleen Ferrier – Ma Bonny Lad [6]
- Åke Grönberg – Den gamla dansbanan
- Lars Lönndahl – Tangokavaljeren
- Freddy Martin – I've Got a Lovely Bunch of Coconuts [6]
- Harry Lime Theme (ur filmen Den tredje mannen) – flera olika artister, Anton Karas själv den troligen mest kända – i Sverige fick bland annat Banjo-Lasse en hit med låten.

## Årets sångböcker och psalmböcker
- Astrid Lindgren – Sjung med Pippi Långstrump [7]

## Födda
- 15 januari – Ronnie VanZant, amerikansk musiker, sångare i Lynyrd Skynyrd.
- 19 januari
  - Robert Palmer, brittisk musiker.
  - Mikael Ramel, svensk musiker.
- 9 mars
  - Kalevi Aho, finländsk kompositör.
  - Tapani Kansa, finländsk sångare.
- 16 mars – Victor Garber, kanadensisk skådespelare och musiker.
- 21 mars – Eddie Money, amerikansk sångare och skådespelare.
- 23 mars – Trevor Jones, sydafrikansk kompositör.
- 15 april – Alla Pugatjova, rysk sångare och skådespelare.
- 7 maj – Laurence Plumridge, svensk skådespelare, sångare och pjäsförfattare.
- 9 maj – Billy Joel, amerikansk sångare, pianist och låtskrivare.
- 19 maj – Dusty Hill, amerikansk musiker, basist och sångare i ZZ Top.
- 29 maj – Lars-Eric Brossner, svensk kompositör och musiker.
- 11 juni – Frank Beard, amerikansk musiker, trummis i ZZ Top.
- 20 juni – Lionel Richie, amerikansk sångare och låtskrivare.
- 23 juni – Per Dunsö, svensk skådespelare och musiker.
- 2 juli – Roy Bittan, amerikansk musiker, pianist i E Street Band.
- 22 juli – Alan Menken, amerikansk filmmusik-kompositör.
- 8 augusti – Keith Carradine, amerikansk skådespelare och sångare.
- 12 augusti – Mark Knopfler, skotsk musiker, gitarrist.
- 20 augusti – Philip Parris Lynott, irländsk musiker, ledare för hårdrocksgruppen Thin Lizzy.
- 23 augusti – Rick Springfield, amerikansk sångare, gitarrist och skådespelare.
- 25 augusti – Gene Simmons, amerikansk musiker (basist i KISS).
- 7 september – Gloria Gaynor, amerikansk sångare.
- 14 september – Tommy Seebach, dansk musiker.
- 23 september – Bruce Springsteen, amerikansk sångare och låtskrivare.
- 26 september – Anita Soldh, svensk operasångare (sopran).
- 27 september – Jahn Teigen, norsk musiker och schlagerartist.
- 27 oktober – Garry Tallent, amerikansk musiker, basist.
- 20 november – Ulf Lundell, svensk rocksångare, författare, bildkonstnär och poet.
- 28 november – Paul Shaffer, kanadensisk musiker och komiker.
- 7 december – Tom Waits, amerikansk sångare, kompositör och skådespelare.
- 8 december – Birgit Carlstén, svensk skådespelare och sångare.
- 16 december – Billy Gibbons, amerikansk musiker, gitarrist och sångare i ZZ Top.
- 22 december
  - Maurice Gibb, australisk sångare i Bee-Gees.
  - Robin Gibb, australiensisk sångare i Bee-Gees.

## Avlidna
- 28 januari – Gustaf Nordqvist, 62, svensk tonsättare och kyrkomusiker.
- 7 februari – Carl Hagman, 58, svensk sångare och skådespelare.
- 8 september – Richard Strauss, 85, tysk tonsättare.
- 11 november – Yngwe Nyquist, 69, svensk skådespelare, opera- och operettsångare.

### Fotnoter
1. ↑  ”78:or & film”. http://78-varv.atspace.cc/metronom.htm. Läst 3 juni 2011.
2. ↑  ”Musikindustrin”. 17 december 2009. http://www.musikindustrin.se/2009/12/17/metronome__sveriges_viktigaste_och_basta_skivbolag_firar_60_ar/. Läst 15 april 2011.
3. ↑  The story of Paul Bigsby: Father of the modern electric solidbody guitar, Andy Babiuk, ISBN 0-615-24304-5
4. ↑  ”78:or & film”. http://78-varv.atspace.cc/er.htm. Läst 3 juni 2011.
5. ↑  ”78:or & film”. http://78-varv.atspace.cc/gazell.htm. Läst 3 juni 2011.
6. 1 2  ”Låtar du trodde var svenska”. Arkiverad från originalet den 26 oktober 2013. https://web.archive.org/web/20131026075436/http://gotiskaklubben.wordpress.com/2013/09/22/latar-du-trodde-var-svenska/. Läst 22 mars 2011.
7. ↑  ”Astrid Lindgren”. http://www.astridlindgren.se/verken/bocker/visbocker. Läst 21 mars 2011.